# Niambia capensis
Niambia capensis är en kräftdjursart som först beskrevs av Dollfus1895.  Niambia capensis ingår i släktet Niambia och familjen myrbogråsuggor. Inga underarter finns listade i Catalogue of Life.